# 谷口則之
谷口 則之（たにぐち のりゆき、5月24日 - ）は、 日本の映画監督、企画プロデューサー、ディレクターである。

## 人物
埼玉県出身。神奈川県立柏陽高等学校を経て、明治大学文学部文学科演劇学専攻卒業。 

## 経歴
ビジョンライツ株式会社　代表取締役社長
映画・DVD・CD・イベントなどの企画プロデューサーとして活動後、映画監督デビュー。2004年、初監督作品の『GIRA』が劇場公開された。2005年に劇場公開された『TKO HIP HOP』では、脚本も手掛けている。

## 映画
- 北斗の拳スーパープレミアムBOX（2002年）:プロデューサー[要出典]
- HEAT－灼熱－（2004年）:企画[1]
- GIRA（2004年）監督[2]
- TKO HIPHOP（2005年）:監督、脚本[3]
- 天国からのラブレター（2007年）:エグゼクティブプロデューサー[4]
- グミ・チョコレート・パイン（2007年）:製作総指揮[5]
- ベクシル 2077日本鎖国（2007年）:共同製作[要出典]
- 罪とか罰とか（2009年）:製作[要出典]
- 実録・連合赤軍 あさま山荘への道程(2009年）:DVDプロデューサー[要出典]
- 虹色ほたる 〜永遠の夏休み〜（2012年）:宣伝プロデューサー[要出典]
- 無頼（2020年）:協力プロデューサー